# Let's Move!
Let's Move!（レッツ・ムーブ）は坂東慧の2枚目のアルバム。

## 解説
本作のレコーディングでアナログテープを使用した。この事に関して坂東は「T-SQUAREに加入したばかりの頃のアルバム『Passion Flower』のレコーディング時にPro Toolsからアナログマルチに流し込んだ音を聴いたことで、その時にとても良い音だと思った」ということからである。本作はBillboard JAPAN Top Jazz Albumsで初の1位を獲得した。

## 批評
CDジャーナルでは「ドラムが本職とは思えないほどメロディ・センスにあふれている。雄大で爽快なナンバーが目白押しで、夏にぴったりの一枚」と評した。

## 曲目
1. Brilliant
2. Let's Move!
3. A Lovely Face
4. Flavor
5. Born
6. ROUTE 134
7. W
8. Live in Hope
9. 君と帰る場所

## レコーディング・ミュージシャン
- 坂東慧（T-SQUARE） - ドラム、プログラミング
  - 宮崎隆睦 - サックス、EWI
  - 菰口雄矢 - ギター
  - 田中晋吾 - ベース
  - 白井アキト - キーボード